# Stosicia annulata
Stosicia annulata is een slakkensoort uit de familie van de Rissoidae. De wetenschappelijke naam van de soort is voor het eerst geldig gepubliceerd in 1859 door Dunker.